# Mania. Die Geschichte einer Zigarettenarbeiterin
Mania. Die Geschichte einer Zigarettenarbeiterin er en tysk stumfilm fra 1918 af Eugen Illés.

## Medvirkende
- Pola Negri - Mania
- Arthur Schröder - Hans van der Hof
- Ernst Wendt
- Werner Hollmann - Morelli